# مكالمة جماعية

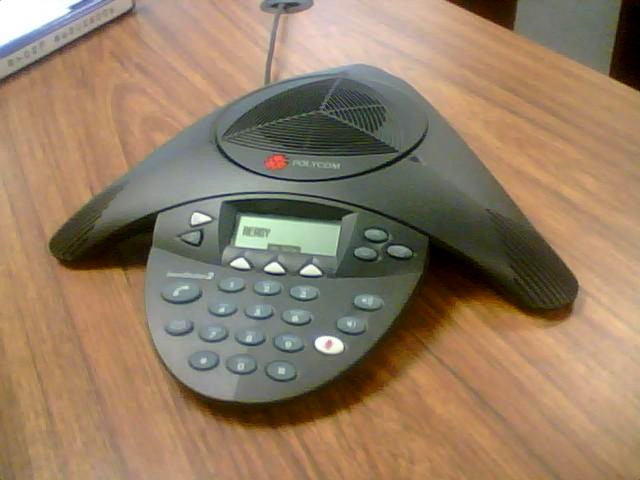
هاتف Polycom مصمم خصيصًا للمكالمات الجماعية.

المكالمة المُتَشَعِّبة أو الجماعية (بالإنجليزية: conference call) هي مكالمة هاتفية يتحدث فيها شخص ما إلى عدة أشخاص في نفس الوقت. قد يجري ضبط إعدادات المكالمة الجماعية إما للسماح للطرف المتَّصَل به بالمشاركة أثناء المكالمة أو أن يستمع إلى المكالمة فقط ولا يمكنه التحدث. يطلق عليه أحيانًا ATC (audio teleconference مؤتمر صوتي عن بعد).
يمكن إعداد المكالمات الجماعية بحيث يتصل الطرف المتصِّل بالمشاركين الآخرين ويضيفهم إلى المكالمة ؛ ومع ذلك، عادة ما يكون المشاركون قادرين على الاتصال بالمكالمة الجماعية بأنفسهم عن طريق الاتصال برقم هاتف متصل بـ "جسر المؤتمر conference bridge"، وهو نوع متخصص من المعدات التي تربط خطوط الهاتف.
عادةً ما تستخدم الشركات مزود خدمة متخصصًا يحافظ على جسر المؤتمر conference bridge، أو الذي يوفر أرقام الهواتف وأكواد PIN التي يطلبها المشاركون للوصول إلى الاجتماع أو المكالمة الجماعية. يمكن لمقدمي الخدمة الاتصال بالمشاركين، وربطهم بالمكالمة وتقديمهم إلى الأطراف المشاركين في المكالمة. يمكن للمشغلين أيضًا الحصول على معلومات إضافية مثل تفاصيل السؤال والإجابة وأيضًا تمكين وتعطيل ميزات المؤتمرات المتقدمة مثل كتم بعض الخطوط وكتم صوت بعض المشاركين وتمكين ميزة التسجيل. غالبًا ما يقوم شخص واحد بإدارة المكالمة الجماعية باستخدام مجموعة من المفاتيح على لوحة مفاتيح هاتف المستخدم (يُشار إليه بعبارة "مدير/منسق المكالمة/المؤتمر"). وظيفة الاستدعاء الأكثر شيوعًا هي *0. (علامة النجمة والصفر من مفاتيح الهاتف).
توفر شركات الاتصالات مكالمات ثلاثية three-way calling أكثر محدودية (عادةً مقابل رسوم إضافية) على خطوط هاتف المنزل أو المكتب. بالنسبة للمكالمة الثلاثية، يقوم الطرف الأول بالاتصال بالطرف الثاني، ثم يُضغط على زر فلاش الخطاف Hook flash (أو زر الاستدعاء) ويجري الاتصال برقم هاتف الطرف الثالث. أثناء الرنين، يُضغط على زر الفلاش/الاستدعاء مرة أخرى لتوصيل الأشخاص الثلاثة معًا.

## الاستعمال

### الأعمال التجارية
تستخدم الشركات المكالمات الجماعية يوميًا للالتقاء بأطراف بعيدة، داخليًا وخارجيًا لشركتهم. من التطبيقات الشائعة لذلك اجتماعات العملاء أو عروض المبيعات، واجتماعات المشروع والتحديثات، واجتماعات الفريق المنتظمة، ودروس التدريب، والتواصل مع الموظفين الذين يعملون في مواقع مختلفة. يُنظر إلى الاتصال الجماعي على أنه وسيلة أساسية لخفض تكاليف السفر ورفع إنتاجية العاملين من خلال عدم الاضطرار إلى الخروج من المكتب لحضور الاجتماعات.
تُستخدام المكالمات الجماعية من قبل جميع الشركات العامة في الولايات المتحدة تقريبًا للإعلان عن نتائجها ربع السنوية. تسمح هذه المكالمات بطرح أسئلة من محللي الأسهم stock analystsوتسمى مكالمات الأرباح earnings calls. تبدأ المكالمة الجماعية القياسية بإعلان إخلاء مسؤولية ينص على أن أي شيء يقال في مدة المكالمة قد يكون بيانًا تطلعيًا، وقد تختلف النتائج بشكل كبير. ثم يقرأ المدير التنفيذي أو المدير المالي أو مسؤول علاقات المستثمرين بعد ذلك التقرير ربع السنوي للشركة. وأخيرًا، يجري فتح المكالمة للأسئلة من المحللين.
تُستخدم المكالمات الجماعية بشكل متزايد بالاقتران مع مؤتمرات الويب، حيث يجري مشاركة العروض التقديمية أو المستندات عبر الإنترنت. يتيح ذلك للأشخاص الموجودين في المكالمة عرض محتوى مثل تقارير الشركات وأرقام المبيعات وبيانات الشركة التي قدمها أحد المشاركين. الفائدة الرئيسية هي أن مقدم المستند يمكنه تقديم تفسيرات واضحة حول التفاصيل داخل المستند، بينما يقوم الآخرون بمشاهدة العرض التقديمي في نفس الوقت. يجب الحرص على عدم خلط مصدر الفيديو والصوت على نفس الشبكة لأن عمل الفيديو يمكن أن يتسبب في حدوث انقطاعات في جودة الصوت.
من المهم الانتباه إلى آداب المكالمة الجماعية عند المشاركة ؛ على سبيل المثال، يجب الامتناع عن رفع الصوت أوالانشغال بمهام أخرى أثناء المكالمة. يجب أيضًا توخي الحذر لتحديد موعد مناسب للمكالمة.
عادة ما يجري استضافة مكالمات العمل الجماعية أو بمساعدة المشغل، مع مجموعة متنوعة من الميزات.
بدأت المكالمات الجماعية في الانتشار في عالم البث الصوتي والشبكات الاجتماعية، والتي بدورها تعزز أنواعًا جديدة من أنماط التفاعل. يسمح البث المباشر أو البث للمكالمات الجماعية بوصول أكبر للجمهور إلى المكالمة دون الاتصال بجسر. بالإضافة إلى ذلك، يمكن لمنظمي المكالمات الجماعية أن ينشروا رقم اتصال إلى جانب البث الصوتي، مما يخلق إمكانية للجمهور للاتصال والتفاعل.
لقد غيرت حكومة المملكة المتحدة حقوق العمل المرنة flexible working rights منذ عام 2014، بحيث يمكن للموظفين الذين كانوا يعملون بدوام كامل لشركة أو منظمة أن يطلبوا عملًا مرنًا بشكل قانوني. في السنوات الأخيرة، كان هناك عدد من خيارات العمل المرنة نتيجة لتقنية الاتصال الهاتفي التي تُمكن الموظفين من العمل عن بُعد.

### مكالمات جماعية بسعر ثابت
يجري تقديم خدمات المكالمات الجماعية ذات السعر الثابت والتي توفر وصولاً غير محدود إلى المكالمة بتكلفة شهرية ثابتة. نظرًا لأن شركات الاتصالات تقدم خدمات اتصال لمسافات طويلة مجانية مرفقة بالخدمة المحلية، فإن هذا البديل يكتسب شعبية واسعة النطاق للشركات ذات الميزانية المحدودة والمؤسسات غير الربحية.
في المملكة المتحدة، هناك خدمات مكالمات جماعية مقدمة على أساس الدفع أولاً بأول حيث تُحصَّل تكلفة المكالمات الهاتفية (باستخدام 0843/0844 أو 0871/0872 أرقام مشاركة الإيرادات غير الجغرافية) من كل من المشاركين. ولا توجد رسوم شهرية لهذا النوع من الخدمة.

### مكالمات جماعية مسبقة الدفع
تتيح خدمات المكالمات الجماعية المدفوعة مسبقًا للشركات والأفراد شراء الخدمة عبر الإنترنت وإجراء مكالمات جماعية على أساس الدفع أولاً بأول. عادةً ما يتم عرض رمز التعريف الشخصي PIN الخاص بالمكالمة الجماعية وإرشادات الاتصال المرتبطة به على الفور على الإنترنت بعد شرائها و/أو إرسالها عبر البريد الإلكتروني. وبشكل عام، تُستخدم خدمات المكالمات الجماعية المدفوعة مسبقًا مع هاتف أرضي أو هاتف محمول أو حاسوب، وليست هناك حاجة لشراء أجهزة اتصالات سلكية أو لاسلكية إضافية باهظة الثمن أو إضافة خدمة المسافات الطويلة. تسمح بعض الخدمات للشخص ببدء مكالمة جماعية أو الانضمام إليها من أي بلد تقريبًا في جميع أنحاء العالم - مع توافر هاتف مناسب.

### مكالمات جماعية مجانية
تختلف المكالمات الجماعية المجانية عن المكالمات الجماعية التقليدية من حيث أنها لا تفرض رسومًا على المنظم، ولا يوجد مشغل بشري، وتسمح للعديد من الأشخاص بالاتصال دون أي تكلفة بخلاف تكلفة أي مكالمة هاتفية أخرى (محلية أو غيرها).